# Élections législatives de 1978 dans les Côtes-du-Nord
Les élections législatives françaises de 1978 se déroulent les 12 et 19 mars 1978. Dans le département des Côtes-du-Nord, cinq députés sont à élire dans le cadre de cinq circonscriptions.

## Élus
| Circonscription | Député sortant           | Parti | Parti | Député élu ou réélu      | Parti | Parti     |
| --------------- | ------------------------ | ----- | ----- | ------------------------ | ----- | --------- |
| 1re             | Yves Le Foll             |       | PSU   | Sébastien Couëpel        |       | UDF (CDS) |
| 2e              | Charles Josselin         |       | PS    | René Benoît              |       | UDF (PR)  |
| 3e              | Marie-Madeleine Dienesch |       | RPR   | Marie-Madeleine Dienesch |       | RPR       |
| 4e              | Édouard Ollivro          |       | CDS   | François Leizour         |       | PCF       |
| 5e              | Pierre Bourdellès        |       | CDS   | Pierre Jagoret           |       | PS        |

## Résultats

### Résultats à l'échelle du département
| Parti          | Parti                              | Premier tour | Premier tour | Second tour | Second tour | Sièges |
| Parti          | Parti                              | Voix         | %            | Voix        | %           | Sièges |
| -------------- | ---------------------------------- | ------------ | ------------ | ----------- | ----------- | ------ |
|                | Union pour la démocratie française | 85 713       | 25,81        | 142 361     | 41,78       | 2      |
|                | Rassemblement pour la République   | 58 319       | 17,56        | 29 325      | 8,61        | 1      |
|                | Divers droite dont DC              | 11 531       | 3,47         |             |             | 0      |
|                | Majorité présidentielle            | 155 563      | 46,85        | 171 686     | 50,38       | 3      |
|                |                                    |              |              |             |             |        |
|                | Parti socialiste                   | 87 431       | 26,32        | 96 308      | 28,26       | 1      |
|                | Parti communiste français          | 73 555       | 22,15        | 72 767      | 21,35       | 1      |
|                | Mouvement des radicaux de gauche   | 704          | 0,21         |             |             | 0      |
|                | Union de la gauche                 | 161 690      | 48,68        | 169 075     | 49,62       | 2      |
|                |                                    |              |              |             |             |        |
|                | Extrême gauche (LO, LCR et UOPDP)  | 5 853        | 1,76         |             |             | 0      |
|                | Union démocratique bretonne        | 3 751        | 1,13         | 0           |             |        |
|                | Divers écologiste                  | 3 000        | 0,90         | 0           |             |        |
|                | Parti socialiste unifié            | 1 222        | 0,37         | 0           |             |        |
|                | Parti des forces nouvelles         | 997          | 0,30         | 0           |             |        |
|                | Front national                     | 60           | 0,02         | 0           |             |        |
|                |                                    |              |              |             |             |        |
| Inscrits       | Inscrits                           | 385 359      | 100,00       | 385 448     | 100,00      | 5      |
| Abstentions    | Abstentions                        | 48 609       | 12,61        | 39 190      | 10,17       |        |
| Votants        | Votants                            | 336 750      | 87,39        | 346 258     | 89,83       |        |
| Blancs et nuls | Blancs et nuls                     | 4 614        | 1,37         | 5 497       | 1,59        |        |
| Exprimés       | Exprimés                           | 332 136      | 98,63        | 340 761     | 98,41       |        |

### Résultats par circonscription

#### Première circonscription (Saint-Brieuc)
| Candidat           | Candidat              | Parti          | Premier tour | Premier tour | Second tour | Second tour |  |
| Candidat           | Candidat              | Parti          | Voix         | %            | Voix        | %           |  |
| ------------------ | --------------------- | -------------- | ------------ | ------------ | ----------- | ----------- |  |
|                    | Sébastien Couëpel élu | UDF (CDS) ,    | 22 650       | 25,81        | 46 749      | 52,28       |  |
|                    | Édouard Quemper       | PCF            | 22 250       | 25,35        | 42 677      | 47,72       |  |
|                    | Yves Dollo            | PS             | 20 716       | 23,60        | Retrait     | Retrait     |  |
|                    | Jean Tassel           | RPR            | 16 858       | 19,21        | Retrait     | Retrait     |  |
|                    | Josette Grimaud       | LO             | 1 086        | 1,24         |             |             |  |
|                    | Jacques Desmoulins    | PSU (FAB)      | 1 222        | 1,39         |             |             |  |
|                    | Daniel Le Goff        | PFN            | 997          | 1,13         |             |             |  |
|                    | Yvon Guerveno         | UDB            | 912          | 1,04         |             |             |  |
|                    | Édouard Renard        | LCR            | 639          | 0,73         |             |             |  |
|                    | Michel Le Meur        | UOPDP          | 437          | 0,50         |             |             |  |
|                    |                       |                |              |              |             |             |  |
| Inscrits           | Inscrits              | Inscrits       | 102 682      | 100,00       | 102 749     | 100,00      |  |
| Abstentions        | Abstentions           | Abstentions    | 13 561       | 13,21        | 10 951      | 10,66       |  |
| Votants            | Votants               | Votants        | 89 121       | 86,79        | 91 798      | 89,34       |  |
| Blancs et nuls     | Blancs et nuls        | Blancs et nuls | 1 354        | 1,52         | 2 372       | 2,58        |  |
| Exprimés           | Exprimés              | Exprimés       | 87 767       | 98,48        | 89 426      | 97,42       |  |
| Source : Data.gouv |                       |                |              |              |             |             |  |

#### Deuxième circonscription (Dinan)
| Candidat           | Candidat                 | Parti          | Premier tour | Premier tour | Second tour | Second tour |  |
| Candidat           | Candidat                 | Parti          | Voix         | %            | Voix        | %           |  |
| ------------------ | ------------------------ | -------------- | ------------ | ------------ | ----------- | ----------- |  |
|                    | René Benoît élu          | UDF (PR)       | 24 879       | 39,49        | 33 074      | 50,58       |  |
|                    | Charles Josselin sortant | PS             | 24 016       | 38,12        | 32 313      | 49,42       |  |
|                    | Christiane Nennot        | PCF            | 6 951        | 11,03        |             |             |  |
|                    | André Colombel           | RPR            | 4 869        | 7,73         |             |             |  |
|                    | Antoine Gauttier         | Divers droite  | 1 305        | 2,07         |             |             |  |
|                    | Jean-Jacques Kerneis     | LO             | 777          | 1,23         |             |             |  |
|                    | Loïc Le Corre            | UOPDP          | 207          | 0,33         |             |             |  |
|                    | Jacques Levaillant       | CNIP           | 0            | 0,00         |             |             |  |
|                    |                          |                |              |              |             |             |  |
| Inscrits           | Inscrits                 | Inscrits       | 72 685       | 100,00       | 72 633      | 100,00      |  |
| Abstentions        | Abstentions              | Abstentions    | 8 637        | 11,88        | 6 475       | 8,91        |  |
| Votants            | Votants                  | Votants        | 64 048       | 88,12        | 66 158      | 91,09       |  |
| Blancs et nuls     | Blancs et nuls           | Blancs et nuls | 1 044        | 1,63         | 771         | 1,17        |  |
| Exprimés           | Exprimés                 | Exprimés       | 63 004       | 98,37        | 65 387      | 98,83       |  |
| Source : Data.gouv |                          |                |              |              |             |             |  |

#### Troisième circonscription (Loudéac)
| Candidat           | Candidat                                 | Parti          | Premier tour | Premier tour | Second tour | Second tour |  |
| Candidat           | Candidat                                 | Parti          | Voix         | %            | Voix        | %           |  |
| ------------------ | ---------------------------------------- | -------------- | ------------ | ------------ | ----------- | ----------- |  |
|                    | Marie-Madeleine Dienesch sortante réélue | RPR            | 27 164       | 49,21        | 29 325      | 52,00       |  |
|                    | Didier Chouat                            | PS             | 12 437       | 22,53        | 27 074      | 48,00       |  |
|                    | Yvon Renault                             | PCF            | 11 740       | 21,27        | Retrait     | Retrait     |  |
|                    | Guy Le Helloco                           | UDF (PSD)      | 2 086        | 3,78         |             |             |  |
|                    | Jacques Piro                             | LO             | 1 065        | 1,93         |             |             |  |
|                    | Bernard Motreff                          | MRG            | 704          | 1,27         |             |             |  |
|                    |                                          |                |              |              |             |             |  |
| Inscrits           | Inscrits                                 | Inscrits       | 62 969       | 100,00       | 62 960      | 100,00      |  |
| Abstentions        | Abstentions                              | Abstentions    | 6 988        | 11,1         | 6 043       | 9,6         |  |
| Votants            | Votants                                  | Votants        | 55 981       | 88,9         | 56 917      | 90,4        |  |
| Blancs et nuls     | Blancs et nuls                           | Blancs et nuls | 785          | 1,4          | 518         | 0,91        |  |
| Exprimés           | Exprimés                                 | Exprimés       | 55 196       | 98,6         | 56 399      | 99,09       |  |
| Source : Data.gouv |                                          |                |              |              |             |             |  |

#### Quatrième circonscription (Guingamp)
| Candidat           | Candidat                | Parti          | Premier tour | Premier tour | Second tour | Second tour |  |
| Candidat           | Candidat                | Parti          | Voix         | %            | Voix        | %           |  |
| ------------------ | ----------------------- | -------------- | ------------ | ------------ | ----------- | ----------- |  |
|                    | Édouard Ollivro sortant | UDF (CDS)      | 19 536       | 33,87        | 28 894      | 48,99       |  |
|                    | François Leizour élu    | PCF            | 16 938       | 29,36        | 30 090      | 51,01       |  |
|                    | Maurice Briand          | PS (MRG)       | 12 827       | 22,24        | Retrait     | Retrait     |  |
|                    | Pierre Pasquiou         | Divers droite  | 5 388        | 9,34         |             |             |  |
|                    | Anne Rosain             | Écologie 78    | 1 434        | 2,48         |             |             |  |
|                    | Patrick de Quelen       | UDB            | 953          | 1,65         |             |             |  |
|                    | Geneviève Rébillard     | LO             | 549          | 0,95         |             |             |  |
|                    | Jean Rabuel             | FN             | 60           | 0,10         |             |             |  |
|                    |                         |                |              |              |             |             |  |
| Inscrits           | Inscrits                | Inscrits       | 66 123       | 100,00       | 66 029      | 100,00      |  |
| Abstentions        | Abstentions             | Abstentions    | 7 945        | 12,02        | 6 017       | 9,11        |  |
| Votants            | Votants                 | Votants        | 58 178       | 87,98        | 60 012      | 90,89       |  |
| Blancs et nuls     | Blancs et nuls          | Blancs et nuls | 493          | 0,85         | 1 028       | 1,71        |  |
| Exprimés           | Exprimés                | Exprimés       | 57 685       | 99,15        | 58 984      | 98,29       |  |
| Source : Data.gouv |                         |                |              |              |             |             |  |

#### Cinquième circonscription (Lannion)
| Candidat           | Candidat           | Parti                   | Premier tour | Premier tour | Second tour | Second tour |  |
| Candidat           | Candidat           | Parti                   | Voix         | %            | Voix        | %           |  |
| ------------------ | ------------------ | ----------------------- | ------------ | ------------ | ----------- | ----------- |  |
|                    | Pierre Jagoret élu | PS                      | 17 435       | 25,46        | 36 921      | 52,32       |  |
|                    | Yvon Bonnot        | UDF (CDS)               | 16 562       | 24,18        | 33 644      | 47,68       |  |
|                    | Jean Le Lagadec    | PCF                     | 15 676       | 22,89        | Retrait     | Retrait     |  |
|                    | Léon Boutbien      | RPR                     | 9 428        | 13,77        |             |             |  |
|                    | Jean-Yvon Arhant   | Divers droite           | 4 838        | 7,06         |             |             |  |
|                    | Daniel Giraudon    | UDB                     | 1 886        | 2,75         |             |             |  |
|                    | André Jestin       | Divers écologiste (PSU) | 1 566        | 2,29         |             |             |  |
|                    | Philippe Guéguen   | LO                      | 1 093        | 1,59         |             |             |  |
|                    |                    |                         |              |              |             |             |  |
| Inscrits           | Inscrits           | Inscrits                | 80 900       | 100,00       | 81 077      | 100,00      |  |
| Abstentions        | Abstentions        | Abstentions             | 11 478       | 14,19        | 9 704       | 11,97       |  |
| Votants            | Votants            | Votants                 | 69 422       | 85,81        | 71 373      | 88,03       |  |
| Blancs et nuls     | Blancs et nuls     | Blancs et nuls          | 938          | 1,35         | 808         | 1,13        |  |
| Exprimés           | Exprimés           | Exprimés                | 68 484       | 98,65        | 70 565      | 98,87       |  |
| Source : Data.gouv |                    |                         |              |              |             |             |  |